# Banderas históricas de la Argentina
Antes de la oficialización de la bandera nacional, y durante la independencia y las guerras civiles del siglo XIX, se usaron muchas banderas en las Provincias Unidas del Río de la Plata, Confederación Argentina, y demás territorios de la que la actual República Argentina es heredera.

## Origen

Escarapelas rioplatenses usadas entre 1807 y 1812.

La tradición considera que la escarapela argentina surge, por lo menos, entre los días 22 y 25 de mayo de 1810. En esas fechas de la Revolución de Mayo, patriotas, cuyos jefes más notorios eran Domingo French y Antonio Luis Beruti, repartían cintas entre los adherentes a la liberación. No se sabe exactamente qué colores tenían tales cintas, algunos dicen que eran rojo, blanco y azul claro, al parecer porque se inspiraban en los colores de la Revolución francesa. Otras versiones apuntan al blanco con la figura del rey Fernando VII, el Deseado. Anteriormente, en 1807, durante las invasiones inglesas, se supone que regimientos constituidos por criollos (por ejemplo, los Húsares de Pueyrredón) utilizaron escarapelas con los colores azul-celeste y blanco, pero no existen constancias documentales al respecto. Más adelante se utiliza también el rojo, hablándose de antecedentes que se remontan a las invasiones inglesas. El rojo punzó se utilizaba como color de rebeldía en muchas banderas históricas, además de ser el color de los federales. 
Después de que se estableció el uso de escarapelas con el azul celeste y el blanco, con diverso orden, se emplearon en todo el país banderas con los colores de esa escarapela, influidos por los comentarios sobre las banderas izadas por Manuel Belgrano en sus campañas.

## Banderas de Belgrano
El 27 de febrero de 1812 Belgrano establece la batería de artillería «Independencia» en una isla del río Paraná próxima a la entonces pequeña población conocida como Villa de El Rosario (la actual ciudad de Rosario). En esa misma fecha, hacia las 18:30, y en solemne ceremonia Belgrano dispone que sea por vez primera enarbolada la bandera de su creación.
En 1813 Manuel Belgrano donó al pueblo de Jujuy una bandera blanca con el  Escudo Nacional  adoptado por Asamblea del Año XIII en su centro, como recompensa al heroísmo manifestado en la gesta del Éxodo Jujeño (agosto de 1812) y como lugar donde la Bandera Nacional recibió su bendición (25 de mayo de 1812). Esto provocó un equívoco, ya que se supuso que se trataba de la primera bandera nacional argentina. El paño original belgraniano se conserva en el Salón de la Bandera del Palacio de Gobierno de Jujuy. El 29 de abril del 2015 fue aprobada por el Congreso de la Nación la Ley 27.134, por la que se la declara como Símbolo Patrio Histórico y segunda enseña patria que se suma a la Bandera Nacional Argentina. Dicha bandera llamada "Bandera Nacional de Nuestra Libertad Civil" es la misma, idéntica y adoptada como bandera de la provincia de Jujuy, creada y donada por el general Manuel Belgrano.
El 24 de septiembre de 1812 se produce la Batalla de Tucumán y el 20 de febrero de 1813  la batalla de Salta, que fueron los primeros triunfos de  Belgrano y el Ejército del Norte sobre los ejércitos realistas. Dichas victorias se realizarían bajo la Bandera celeste y  blanca izada y bendecida en Jujuy el 25 de mayo de 1812, y que permitirían políticamente las declaraciones de la Asamblea del Año XIIII. Un ejemplo del posible diseño original de la bandera de Belgrano son las dos encontradas en la iglesia parroquial de la localidad actual boliviana de Macha. Tales banderas datan de fines del año 1812 y eran las usadas por el Ejército patriota comandado por Belgrano. Una de ellas (que ha quedado en poder de Bolivia y devuelta en 2009, al Museo de istoria Argentina) tiene la franja central de color azul-celeste y las otras dos blancas, es decir, con colores invertidos al actual, conservado actualmente en Bolivia. La otra es ya prácticamente el mismo diseño que se oficializó como bandera menor en 1816. Los colores de las banderas de Macha son en efecto blanco y azul-celeste, aunque desteñidos por la acción del tiempo y el clima.
El estandarte bicolor de franjas verticales, que se dice usada por Belgrano, no fue una bandera, sino un gallardete utilizado por el Ejército del Norte.
Por su parte en 1817 José de San Martín, con base en la enseña belgraniana y al Escudo Nacional de la Asamblea del Año XIII, hizo confeccionar para el Ejército de los Andes en su campaña emancipadora, la llamada Bandera de Los Andes, gallardete cuyo diseño es el que adoptó la provincia de Mendoza para su bandera.

Bandera celeste y blanca izada en Rosario hacia 1812.
Versión vertical, usada como gallardete (c. 1812 )
Bandera creada y usada en 1813, en la actualidad es la bandera de Tucumán.
Bandera usada en 1813 por Belgrano.
Versión azul de la bandera.
«Bandera Nacional de Nuestra Libertad Civil», donada por Belgrano al cabildo de Jujuy. Actualmente es reconocida como símbolo patrio histórico,[1] también es la bandera de la provincia de Jujuy.

## Banderas nacionales

### 1810-1830: Independencia
La bandera es adoptada oficialmente como símbolo de la República Argentina el 20 de julio de 1816. Hasta hacía poco más de un año, el gobierno de las Provincias Unidas había seguido usando como propia la bandera española, manteniéndola izada en el Fuerte de Buenos Aires hasta el 16 de abril de 1815. En el Congreso de la independencia argentina de San Miguel de Tucumán, proclamado el 9 de julio de 1816 (que integraron representantes de Tarija y otras zonas al norte de Argentina, actual Bolivia, y que no integraron las provincias de la Liga de los Pueblos Libres, Entre Ríos, Corrientes, Oriental, Misiones, Córdoba) se confirmó el uso de la bandera creada por Manuel Belgrano como la única bandera de las Provincias Unidas del Río de la Plata. Esta bandera es la que la República Argentina recibió en herencia. 

Elevadas las Provincias Unidas en Sud América al rango de una Nación después de la declaratoria solemne de su independencia, será su peculiar distintivo la bandera celeste y blanca que se ha usado hasta el presente y se usará en lo sucesivo exclusivamente en los Ejércitos, buques y fortalezas, en clase de Bandera menor, ínterin, decretada al término de las presentes discusiones la forma de gobierno más conveniente al territorio, se fijen conforme a ella los jeroglíficos de la Bandera nacional mayor. Comuníquese a quienes corresponda para su publicación.
Francisco Narciso de Laprida, Presidente. Juan José Paso, Diputado Secretario, Decreto del Congreso de Tucumán, 20 de Julio de 1816

La bandera civil citada está dividida en tres fajas horizontales de igual tamaño, de color celeste la superior e inferior y color blanco la central. 
Posteriormente el 25 de enero de 1818 se define a la bandera mayor durante el gobierno de Juan Martín de Pueyrredón, incluyéndole el sol incaico y cambiando los colores a azul de tipo heráldico, "azur", como los de la actual bandera de Uruguay. Este cambio de colores se repetirá en leyes posteriores de fines del siglo XIX, hasta estabilizarse en azul celeste en el comienzo del siglo XX.
En la sesión se dice: "Serán privativos de ella los colores blanco y azul, y en ella se pondrá un sol bordado de oro" y " Las banderas de los buques de guerra del estado se pusieran en la forma siguiente: dos franjas atravesadas azules y una blanca en medio, llevando en esta por divisa un sol dorado, orlado de estrellas de oro y las fajas azules iguales estrellas de oro".
En el centro de la bandera se halla un sol figurado con rostro humano, de color oro amarillo con treinta y dos rayos: 16 flamígeros apuntando o "girando" en sentido horario, y 16 rectos colocados alternativamente, según diseño de la primera moneda argentina. Este diseño del sol se debe al orfebre cusqueño Juan de Dios Rivera Túpac-Amaru (apodado "El Inca" ya que era descendiente de una ñusta [princesa incaica]), quien adoptó el símbolo del Inti o Sol inca como emblemático de la nación argentina. Manuel Belgrano aceptó este añadido, llamado también Sol de Mayo, ya que en la nubosa y lluviosa jornada (en la ciudad de Buenos Aires) del 25 de mayo de 1810, asomó el sol en el cenit.

Bandera usada por el gobierno de las Provincias Unidas como parte de la «Máscara de Fernando VII» entre 1810 y 1815.
Primera bandera nacional de las Provincias Unidas del Río de la Plata, usada de facto desde 1813, aprobada por el Congreso de Tucumán en 1816.
Bandera oficializada en 1818, con el Sol de Mayo.
Bandera azul usada de 1818 a 1820.
Bandera conocida como la "propuesta de Pueyrredón", decretada el 25 de febrero de 1818 para la marina de guerra, nunca fabricada, derogada 7 días después.
Bandera de la marina de Argentina, oficializada el 14 de marzo de 1818. La de los buques mercantes era la misma, pero sin el Sol. En 1819 tuvo durante unos meses un tono azul en lugar del celeste, que luego fue restablecido. Se dejó de usar hacia 1820.

### 1830-1862: Guerra entre federales y unitarios
La provincia de Buenos Aires adopta el federalismo y hegemoniza a la Liga Federal, entre 1829 y 1852 en contraposición a la denominada Liga Unitaria. En esta segunda etapa estaba formada por las provincias de Argentina que formaban parte del Pacto Federal. Bajo el control político del gobernador porteño, Juan Manuel de Rosas, la Liga Federal terminó prevaleciendo por sobre su homóloga unitaria formando de hecho la Confederación Argentina. Durante esta época se usó la bandera nacional con un azul muy oscuro, para diferenciarse del color celeste usado por los unitarios. De hecho, el Partido Unitario se exilió principalmente en Montevideo, utilizando allí la bandera marina mercante y de guerra con un color más celeste.

Bandera usada por la Confederación Argentina en la Campaña de Rosas al Desierto (1829-1836)
Bandera de la Confederación Argentina (1836-1852)
Bandera de la Confederación Argentina (1852-1862), usada en Buenos Aires.
Bandera argentina de los exiliados unitarios de Montevideo, usada como bandera mercante en buques, hasta 1852.
Bandera argentina de los exiliados unitarios de Montevideo, usada como bandera de guerra en buques, hasta 1852.

## Banderas federales

### Liga Federal
José Gervasio Artigas, el primer adalid del federalismo rioplatense adoptó la bandera de Belgrano, de modo que en el protocongreso de la independencia argentina realizado en 1815 en Arroyo de La China (actualmente un barrio de la ciudad entrerriana de Concepción del Uruguay), la Liga Federal (o Unión de Los Pueblos Libres) declaró como bandera argentina la creada por Belgrano, con el añadido de un festón rojo punzó en diagonal (color emblemático del federalismo argentino). Esa bandera es uno de los símbolos nacionales de Uruguay, la bandera de Artigas. 
Debido a diversos cambios en las banderas de cada provincia y a la comunicación por medio de cartas del diseño de esta bandera, hay varias versiones de ella, que terminaron siendo banderas provinciales. La primera versión, anterior a la bandera de Artigas, es la bandera de Corrientes, luego modificada. Andresito Artigas usó para Misiones un color que sería celeste, pero que ya desteñido se lo confundía con verde claro.

Primera versión de la bandera de la Liga Federal, fue usada como bandera de Corrientes en 1815.
Bandera de la Liga Federal (1814-1820)
Bandera de Otorgués, izada en Montevideo en 1823.
Bandera de Córdoba (1815-1825)
Bandera de Misiones (1815-1827)
Bandera de Córdoba (1814)
Bandera de Santa Fe (1815-1821)
Bandera de Corrientes (1814)
Bandera de Corrientes (1815)
Bandera de Entre Ríos (1820-1821)
Bandera de Corrientes (1820-1822)

### 1822-1833
La primera etapa de la Liga Federal concluye en 1819 al ser derrotado Artigas por los luso-brasileños en la Batalla de Tacuarembó y tras esta catástrofe y el vacío de poder entran rápidamente en conflicto las provincias integrantes de dicha Liga. Después del exilio de José Gervasio Artigas en Paraguay, Francisco Ramírez, el gobernador de Entre Ríos, creó la República de Entre Ríos e invadió la provincia de Corrientes. 
Tras ser ocupada la provincia Oriental por los luso-brasileños y luego por los brasileños, dando origen a la Guerra del Brasil, el sistema de equilibrios cambia. Fuerzas de resistencia orientales en 1823 comienzan la reconquista de la provincia Oriental, y en 1825 se declaran independientes del Brasil, y unidas a la Provincias Unidas del Río de la Plata,  adoptando la bandera de los 33 orientales como bandera de la provincia. Luego de la guerra, en 1828, la provincia Oriental se declara un estado independiente y adopta una bandera propia con barras o franjas, para representar a los departamentos, los colores de la bandera de las Provincias Unidas y una versión del Sol de Mayo de 16 rayos; modificada en 1830, es la bandera actualmente en vigencia en la República Oriental del Uruguay, donde las banderas de Artigas y de los Treinta y Tres siguen siendo símbolos oficiales.

Bandera de Corrientes (1822)
Bandera de Corrientes (1823-1825)
Bandera de Santa Fe (1823)
Bandera de Santa Fe (1825)
Bandera de las fuerzas de resistencia orientales (1825)
Bandera de Entre Ríos, adoptada por Pascual Echagüe el 28 de diciembre de 1833.